# 热带风暴尼伯特 (2021年)
熱帶風暴尼伯特（英語：Tropical Storm Nepartak，國際編號：2108，聯合颱風警報中心：WP112021）是2021年太平洋颱風季第8個被命名的風暴。「尼伯特」一名由密克羅尼西亞提供，是科斯雷著名的戰士。

## 發展過程
7月22日，一個熱帶擾動在帕哈羅斯岩島北方海域生成，美國海軍研究實驗室給予擾動編號90W。
7月23日上午6時，聯合颱風警報中心將其評級提升為「高」，對其發布熱帶氣旋形成警報，並將其判定為副熱帶氣旋。上午8時，日本氣象廳將其升格為熱帶低氣壓，並對其發出烈風警報。同時，台灣中央氣象局將其升格為熱帶性低氣壓，給予編號TD10。晚間8時，日本氣象廳將其升格為熱帶風暴，給予國際編號2108，並命名「尼伯特」。同時台灣中央氣象局將其升格為輕度颱風。
7月26日上午8時，中國國家氣象中心率先判定其已轉化為副熱帶氣旋，並對其停止編號。
7月27日晚間8時，聯合颱風警報中心認為其為一副熱帶風暴，之前的性質也全部修改為副熱帶氣旋。
7月28日5時，日本氣象廳判定尼伯特宮城縣石卷市登陸。下午2時，日本氣象廳表示尼伯特已轉化為溫帶氣旋。

## 影響

### 日本
由於熱帶風暴尼伯特吹襲日本，東京奧運部分賽事需要延期或提早舉行。

## 外部連結
| 太平洋颱風季             |
| 主題頁 - 專題 - 編輯指南 |

- （日語）日本氣象廳首頁 （页面存档备份，存于）
- （英文）聯合颱風警報中心首頁 （页面存档备份，存于）
- （简体中文）中國國家氣象中心首頁 （页面存档备份，存于）
- （繁體中文）臺灣中央氣象局首頁 （页面存档备份，存于）
- （繁體中文）香港天文台首頁 （页面存档备份，存于）
- （繁體中文）澳門地球物理暨氣象局首頁 （页面存档备份，存于）
- （英文）菲律賓大氣地球物理和天文管理局 惡劣天氣公告 （页面存档备份，存于）
- （泰文）泰國氣象局首頁 （页面存档备份，存于）